# Hestesport under sommer-OL 2020 - dressur hold
Holdkonkurrencen i dressur under sommer-OL 2020 finder sted 24. juli – 27. juli 2021 og bliver afviklet i Equestrian Park, der ligger i Heritage zonen.

## Medaljefordeling
| Medaljetagere | Medaljetagere                                                                                       | Medaljetagere                                                                                          | Medaljetagere |
| --- | --------------------------------------------------------------------------------------------------- | --- | ------------- |
| Guld | Sølv                                                                                                | Bronze                                                                                                 |               |
| Tyskland · Jessica von Bredow-Werndl · på Dalera · Dorothee Schneider · på Showtime · Isabell Werth · på Bella Rose | USA · Sabine Schut-Kery · på Sanceo · Adrienne Lyle · på Salvino · Steffen Peters · på Suppenkasper | Storbritannien · Charlotte Fry · på Everdale · Carl Hester · på En Vogue · Charlotte Dujardin · på Gio |               |

## Format
Holdkonkurrencen består af tre ryttere og der vil deltage 15 hold. Alle ryttere konkurrerer i Grand Prix, der er den første runde af både den individuelle konkurrence og holdkonkurrencen. De bedste seks hold går herefter videre til Grand Prix Special. Efter Grand Prix Special bliver der udregnet en kombineret score for både Grand Prix og Grand Prix Special, hvorefter medaljerne i holdkonkurrencen kan fordeles. 

## Kvalifikation
Hver NOC kan kvalificere ét hold.
| Kvalifikation                                      | Dato                       | Vært    | Pladser | Kvalificeret                                                  |
| -------------------------------------------------- | -------------------------- | ------- | ------- | ------------------------------------------------------------- |
| Værtsnation                                        | N/A                        | N/A     | 1       | Japan                                                         |
| 2018 FEI Verdensmesterskab                         | 11. – 23. september 2018   | USA     | 6       | Tyskland · USA · Storbritannien · Sverige · Holland · Spanien |
| 2018 FEI Verdensmesterskab (Gruppe G)              | 11. – 23. september 2018   | USA     | 1       | Australien                                                    |
| Asiatisk kvalifikation (Gruppe C)                  | 20. – 23. Juni 2019        | Rusland | 1       | Ruslands Olympiske Komité                                     |
| 2019 Europæiske mesterskaber (Gruppe A/B)          | 19. – 25. august 2019      | Holland | 3       | Danmark · Irland · Portugal                                   |
| Pan Am Games 2019 (Gruppe D/E)                     | 26. juli – 11. august 2019 | Peru    | 2       | Canada · Brasilien                                            |
| Afrikanske Kvalifikationsturnering 2019 (Gruppe F) | 24. – 27. oktober 2019     | Holland | 1       | Sydafrika                                                     |
| Total                                              |                            |         | 15      |                                                               |

## Tidsplan
Nedenstående tabel viser tidsplanen for afvikling af konkurrencen:
| Dato     | Tid   | Runde                             |
| -------- | ----- | --------------------------------- |
| 25. juli | 17:00 | Kvalifikation (Grand Prix), dag 1 |
| 26. juli | 17:00 | Kvalifikation (Grand Prix), dag 2 |
| 28. juli | 17:30 | Finale (Grand Prix Special)       |

## Resultater

### Kvalifikation (Grand Prix)
| Placering | Nation | Rytter | Hest | Grand Prix       | Grand Prix      | Note |
| Placering | Nation | Rytter | Hest | Individuel score | Hold gennemsnit | Note |
| --------- | ------ | ------ | ---- | ---------------- | --------------- | ---- |
| 1         |        |        |      |                  |                 | Q    |
| 2         |        |        |      |                  |                 | Q    |
| 3         |        |        |      |                  |                 | Q    |
| 4         |        |        |      |                  |                 | Q    |
| 5         |        |        |      |                  |                 | Q    |
| 6         |        |        |      |                  |                 | Q    |
| 7         |        |        |      |                  |                 |      |
| 8         |        |        |      |                  |                 |      |
| 9         |        |        |      |                  |                 |      |
| 10        |        |        |      |                  |                 |      |
| 11        |        |        |      |                  |                 |      |
| 12        |        |        |      |                  |                 |      |
| 13        |        |        |      |                  |                 |      |
| 14        |        |        |      |                  |                 |      |
| 15        |        |        |      |                  |                 |      |

| Placering | Nation | Rytter | Hest | Grand Prix  | Grand Prix      | Grand Special Prix | Grand Special Prix | Sammenlagt gennemsnit | Note |
| Placering | Nation | Rytter | Hest | Individuelt | Hold gennemsnit | Individuelt        | Hold gennemsnit    | Sammenlagt gennemsnit | Note |
| --------- | ------ | ------ | ---- | ----------- | --------------- | ------------------ | ------------------ | --------------------- | ---- |
| Guld      |        |        |      |             |                 |                    |                    |                       |      |
| Sølv      |        |        |      |             |                 |                    |                    |                       |      |
| Bronze    |        |        |      |             |                 |                    |                    |                       |      |
| 4         |        |        |      |             |                 |                    |                    |                       |      |
| 5         |        |        |      |             |                 |                    |                    |                       |      |
| 6         |        |        |      |             |                 |                    |                    |                       |      |